# Moraea loubseri
Moraea loubseri är en irisväxtart som beskrevs av Peter Goldblatt. Moraea loubseri ingår i släktet Moraea och familjen irisväxter. Inga underarter finns listade i Catalogue of Life.